# Will Arnett
William Emerson Arnett, detto Will (Toronto, 5 maggio 1970), è un attore, doppiatore e comico canadese.

## Biografia
È noto soprattutto per aver interpretato la parte di G.O.B. nella serie televisiva Arrested Development - Ti presento i miei (2003-2006) e per aver prestato la voce a BoJack Horseman, protagonista dell'omonima serie televisiva (2014-2020). Sempre in televisione, ha partecipato come guest star a 2 episodi della quarta stagione de I Soprano nei panni dell'agente Mike Waldrup. Ha partecipato al film Quel mostro di suocera. Ha presentato le prime tre edizioni di Lego Masters USA, in onda in Italia su Blaze, canale della piattaforma Sky.

## Vita privata
Nel 1994 ha sposato l'attrice Penelope Ann Miller, ma i due hanno divorziato dopo 40 giorni.
Ha sposato l'attrice Amy Poehler il 29 agosto 2003, dalla quale ha avuto due figli; Archibald William Emerson (2008) e Abel James (2010). La coppia ha lavorato insieme in diverse occasioni, la Poheler è infatti apparsa come guest star in Arrested Development e lo stesso ha fatto Arnett in Parks and Recreation. Entrambi hanno anche preso parte al cast di doppiatori originali del film Mostri contro alieni.
Il 6 settembre 2012 i due si sono separati, mentre nel 2014 Arnett ha presentato istanza di divorzio.

## Filmografia

### Attore

#### Cinema
- Ed's Next Move, regia di John Walsh (1996)
- Close Up, regia di Przemyslaw Reut (1996)
- Southie, regia di John Shea (1998)
- Weekend Getaway, regia di Elizabeth Holder – cortometraggio (1998)
- The Broken Giant, regia di Estep Nagy (1998)
- The Waiting Game, regia di Ken Liotti (1999)
- The Acting Class, regia di Jill Hennessy e Elizabeth Holder (2000)
- Despacito, regia di J. C. Chandor (2004)
- Un anno dopo (The Great New Wonderful), regia di Danny Leiner (2005)
- Quel mostro di suocera (Monster-in-Law), regia di Robert Luketic (2005)
- Wristcutters - Una storia d'amore (Wristcutters: A Love Story), regia di Goran Dukic (2006)
- Vita da camper (RV), regia di Barry Sonnenfeld (2006)
- Let's Go to Prison - Un principiante in prigione (Let's Go to Prison), regia di Bob Odenkirk (2006)
- Blades of Glory - Due pattini per la gloria (Blades of Glory), regia di Will Speck e Josh Gordon (2007)
- On Broadway, regia di Dave McLaughlin (2007)
- Hot Rod - Uno svitato in moto (Hot Rod), regia di Akiva Schaffer (2007)
- I fratelli Solomon (The Brothers Solomon), regia di Bob Odenkirk (2007)
- Il peggior allenatore del mondo (The Comebacks), regia di Tom Brady (2007)
- Don't, episodio di Grindhouse, regia di Edgar Wright (2007)
- Semi-Pro, regia di Kent Alterman (2008)
- The Rocker - Il batterista nudo (The Rocker), regia di Peter Cattaneo (2008)
- Spring Breakdown, regia di Ryan Shiraki (2009)
- Brief Interviews with Hideous Men, regia di John Krasinski (2009)
- G-Force - Superspie in missione (G-Force), regia di Hoyt Yeatman (2009)
- Jonah Hex, regia di Jimmy Hayward (2010)
- La fontana dell'amore (When in Rome), regia di Mark Steven Johnson (2010)
- Men in Black 3, regia di Barry Sonnenfeld (2012) - non accreditato
- Tartarughe Ninja (Teenage Mutant Ninja Turtles), regia di Jonathan Liebesman (2014)
- Tartarughe Ninja - Fuori dall'ombra (Teenage Mutant Ninja Turtles: Out of the Shadows), regia di Dave Green (2016)
- Vite da popstar (Popstar: Never Stop Never Stopping), regia di Akiva Schaffer e Jorma Taccone (2016)
- Show Dogs - Entriamo in scena (Show Dogs), regia di Raja Gosnell (2018)
- Muppets Haunted Mansion - La casa stregata, regia di Kirk R. Thatcher (2021)
- Chi segna vince (Next Goal Wins), regia di Taika Waititi (2023)

#### Televisione
- Sex and the City – serie TV, episodio 2x12 (1999)
- The Mike O'Malley Show – serie TV, episodi 1x01-1x02 (1999)
- Squadra emergenza (Third Watch) – serie TV, episodio 1x19 (2000)
- Loomis, regia di Michael Lembeck – episodio pilota scartato (2001)
- Boston Public – serie TV, episodio 2x07 (2001)
- Prima o poi divorzio! (Yes, Dear) – serie TV, episodio 2x18 (2002)
- I Soprano (The Sopranos) – serie TV, episodi 4x01-4x02 (2002)
- Law & Order - Unità vittime speciali (Law & Order: Special Victims Unit) – serie TV, episodio 4x06 (2002)
- Undefeated, regia di John Leguizamo – film TV (2003)
- Arrested Development - Ti presento i miei (Arrested Development) – serie TV, 76 episodi (2003-2019)
- Will & Grace – serie TV, episodio 7x02 (2004)
- 30 Rock – serie TV, 9 episodi (2007-2013)
- Sesamo apriti (Sesame Street) – serie TV, episodio 39x06 (2008)
- Eva Adams, regia di Mark Waters – episodio pilota scartato (2009)
- The Increasingly Poor Decisions of Todd Margaret – serie TV, 20 episodi (2009-2016)
- Parks and Recreation – serie TV, episodio 2x13 (2010)
- Running Wilde – serie TV, 13 episodi (2010-2011)
- The Office – serie TV, episodi 7x25-7x26 (2011)
- Up All Night – serie TV, 35 episodi (2011-2012)
- Comedy Bang! Bang! - serie TV, episodio 1x05 (2012)
- The Millers – serie TV, 34 episodi (2013-2015)
- Flaked – serie TV, 14 episodi (2016-2017)
- Bad Internet – serie TV, episodio 1x05 (2016)
- Una serie di sfortunati eventi (A Series of Unfortunate Events) – serie TV, 8 episodi (2017)
- Hot Date – serie TV, episodio 1x02 (2017)
- Riviera – serie TV, 6 episodi (2019)
- The Morning Show – serie TV, episodi 2x02-2x09-3x02 (2021-2023)
- Murderville – serie TV, 7 episodi (2022)
- Our Flag Means Death – serie TV, episodio 1x08 (2022)

### Doppiatore
- Contenders - Serie 7 (Series 7: The Contenders), regia di Daniel Minahan (2001)
- L'era glaciale 2 - Il disgelo (Ice Age: The Meltdown), regia di Carlos Saldanha (2006)
- Danny Phantom- serie animata, episodio 2x10 (2006)
- Ratatouille, regia di Brad Bird e Jan Pinkava (2007)
- Ortone e il mondo dei Chi (Horton Hears a Who!), regia di Jimmy Hayward e Steve Martino (2008)
- Mostri contro alieni (Monsters vs Aliens), regia di Rob Letterman e Conrad Vernon (2009)
- Mostri contro alieni - Zucche mutanti venute dallo spazio (Monsters vs Aliens: Mutant Pumpkins from Outer Space), regia di Peter Ramsey (2009)
- Cattivissimo me (Despicable Me), regia di Pierre Coffin e Chris Renaud (2010)
- Wander (Wander Over Yonder) – serie animata, episodio 1x21 (2014)
- Nut Job - Operazione noccioline (The Nut Job), regia di Peter Lepeniotis (2014)
- I Simpson (The Simpsons) – serie animata, 1 episodio (2014)
- The LEGO Movie, regia di Phil Lord e Christopher Miller (2014)
- BoJack Horseman – serie animata, 76 episodi (2014-2020)
- LEGO Dimensions – videogioco (2015)
- LEGO Batman - Il film (The Lego Batman Movie), regia di Chris McKay (2017)
- Teen Titans Go! - Il film (Teen Titans Go! To the Movies), regia di Aaron Horvath e Peter Rida Michail (2018)
- The LEGO Movie 2 - Una nuova avventura (The Lego Movie 2: The Second Part), regia di Mike Mitchell (2019)
- Dolittle, regia di Stephen Gaghan (2020) - non accreditato
- Minions 2 - Come Gru diventa cattivissimo (Minions: The Rise of Gru), regia di Kyle Balda (2022)
- Steve - Un mostro a tutto ritmo (Rumble), regia di Hamish Grieve (2022)
- Tiny Tina's Wonderlands – videogioco (2022)
- Twisted Metal – serie TV, 22 episodi (2023-2025)

## Doppiatori italiani
Nelle versioni in italiano delle opere in cui ha recitato, Will Arnett è stato doppiato da:
- Christian Iansante in Blades of Glory - Due pattini per la gloria, The Office, Parks and Recreation, Tartarughe Ninja, Tartarughe Ninja - Fuori dall'ombra
- Gaetano Varcasia in Law & Order - Unità vittime speciali, Arrested Development - Ti presento i miei (st. 1-3), Men in Black 3
- Massimo De Ambrosis in Semi-Pro, Riviera, Chi segna vince
- Francesco Prando in Vita da camper, G-Force - Superspie in missione
- Fabrizio Vidale in The Millers, Flaked
- Fabrizio Manfredi in 30 Rock, Vite da popstar
- Fabrizio Pucci in The Morning Show, Muppets Haunted Mansion - La casa stregata
- Luigi Scribani in Arrested Development - Ti presento i miei (st. 4-5)
- Gianluca Tusco in Quel mostro di suocera
- Paolo Sesana in Wristcutters - Una storia d'amore
- Vittorio De Angelis in I fratelli Solomon
- Ambrogio Colombo in Il peggior allenatore del mondo
- Roberto Draghetti in The Rocker - Il batterista nudo
- Gianfranco Miranda in Jonah Hex
- Franco Mannella in La fontana dell'amore
- Danilo Di Martino in Una serie di sfortunati eventi
- Andrea Lavagnino in Show Dogs - Entriamo in scena
- Francesco Pannofino in Is This Thing On?

Da doppiatore è sostituito da:
- Alessandro Budroni in Cattivissimo me, Teen Titans Go! Il film, Minions 2 - Come Gru diventa cattivissimo
- Claudio Santamaria in The LEGO Movie, LEGO Batman - Il film, The LEGO Movie 2 - Una nuova avventura
- Paolo Marchese in Ratatouille, Ortone e il mondo dei Chi
- Gaetano Varcasia in Mostri contro alieni, Mostri contro alieni - Zucche mutanti venute dallo spazio
- Fabrizio Vidale in Nut Job - Operazione noccioline, Nut Job - Tutto molto divertente
- Stefano De Sando ne I Simpson
- Luca Ward in Contenders - Serie 7
- Gerolamo Alchieri in L'era glaciale 2 - Il disgelo
- Roberto Draghetti in Wander
- Fabrizio Pucci in BoJack Horseman
- Roberto Stocchi in Dolittle
- Carlo Conti in Steve - Un mostro a tutto ritmo
- Riccardo Scarafoni in Cip & Ciop agenti speciali
- Emanuele Durante in Twisted Metal

## Riconoscimenti
- 2015 – Kids' Choice Awards[3]
  - Nomination Attore cinematografico preferito per Tartarughe Ninja e The LEGO Movie